# Јосиф Михаиловић
Јосиф Михаиловић (Тресонче, 15. април 1887 — Скопље, 11. март 1941) био је српски архитекта, интелектуалац, дипломата, национални радник, градоначелник Скопља од 1929. до 1936. и од 1939. до смрти 1941. године. Најзаслужнији је за трансформацију Скопља из оријенталног, турског града у модеран, европски град

## Биографија
Јосиф Михаиловић је по пореклу Мијак. Рођен је у мијачком селу Тресонче. Отац му је дунђер (градитељ) Михаило Ђорђевић, из фамилије Јуруковски. Мајка Јосифа Михаиловића је Христина, унука мијачког главатара Ђурчина Кокала из села Лазаропоље.
Основну школу је завршио у Скопској Црној Гори, ниже разреде гимназије у Скопљу, а више у Српској Гимназији у Солуну. 1910. дипломирао је на Архитектонском одсеку Техничког факултета у Београду. 1911. одлази на једногодишње студијско путовање у северну Италију, где проучава Романску и Ренесансну архитектуру.
Током студија у Београду учествује у раду друштва Српска Браћа које је основао Голуб Јанић
Пре почетка Првог балканског рата ступа у чету Доксима Михаиловића у оквиру Добровољашког одреда под командом Војводе Вука. Тешко је рањен у врат и главу првог дана Кумановске битке 23. октобра 1912, на вису Сртевица.
Са почетком Првог светског рата ступа као добровољац у Српску војску, где је додељен инжењерском одељењу Врховне команде. 1915. се повлачи са српском војском преко Албаније на Крф.
Одлуком Владе Краљевине Србије, са Крфа одлази у Сједињене Америчке Државе, са задатком да прикупља помоћ и добровољце пореклом из новоослобођених крајева Јужне Србије. У Америци стиче Југословенска и Републиканска убеђења, и у њој остаје све до 1922. године.
По повратку из Америке постаје један од оснивача грађевинског друштва Феникс, са којим учествује у изградњи пруге Београд−Ужице. Период 1926—1928 године, проводи у Енглеској, где завршава докторске студије на тему Вртних Градова.
Године 1929, Краљ Александар I Карађорђевић га поставља за градоначелника Скопља, са задатком га претвори у град достојан бивше престонице Цара Душана.
Функцију Градоначелника обавља до 1936 године, када је смењен, као противник Милана Стојадиновића. Разлог сукоба је покретање изградње хидроелектране Треска, у власништву града Скопља, од стране Јосифа Михаиловића, и одбијање понуде за снабдевање струјом кроз концесију компанији у којој је пословне интересе имао Милан Стојадиновић.
Године 1938. се враћа на место градоначелника Скопља, и на тој позицији остаје до своје смрти 1941. године.
У погребној поворци током сахране Јосифа Михаиловића учествује преко 10 000 грађана Скопља.На погребу је чинодејствовао Митрополит Скопски г. Јосиф, са 30 свештеника. Радио Скопље је преносило сахрану уживо, а радио Београд је претходне вечери емитовало специјалну емисију о Јосифу Михаиловићу, у којој је гостовао Јеврем Томић, градоначелник Београда.

## Породица
Јосиф Михаиловић се оженио Вукосавом Михаиловић, рођеном Смиљанић, професорком клавира 1936 године. Имао је две ћерке, Мирјану Михајловић−Ристивојевић (1938−2007), редовног професора Архитектонског Факултета Универзитета у Београду, и Светлану Михаиловић (1941−1945)